# Port Salut

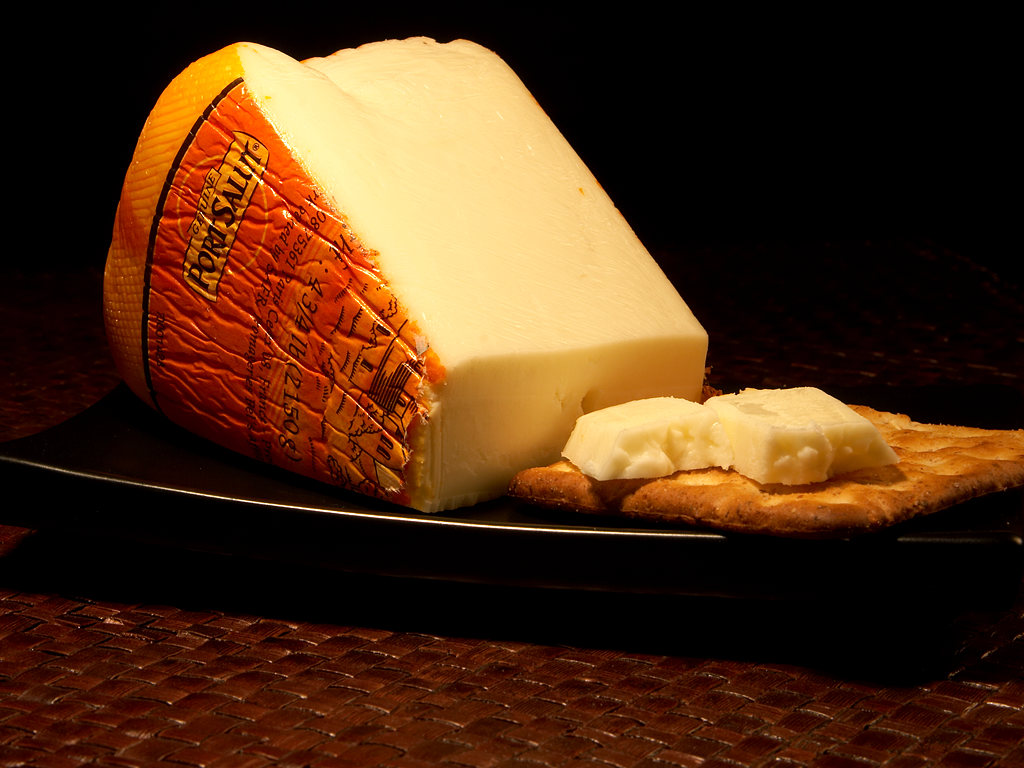
Port Salut

Il Port Salut è un formaggio vaccino pastorizzato di Mayenne (Francia), che ha una riconoscibile crosta arancione e un sapore delicato. È prodotto in forme di circa 23 cm di diametro e 2 kg di peso.
A esso, all'inizio del Novecento, si ispirò Galbani per creare il Bel Paese.